# Fryderyk Zoll (starszy)
Fryderyk Zoll, starszy (ur. 2 grudnia 1834 w Dolnej Wsi, zm. 1 kwietnia 1917 w Krakowie) – polski prawnik, profesor i rektor Uniwersytetu Jagiellońskiego, członek i wiceprezes Akademii Umiejętności w Krakowie, poseł na Sejm Krajowy Galicji.

## Życiorys

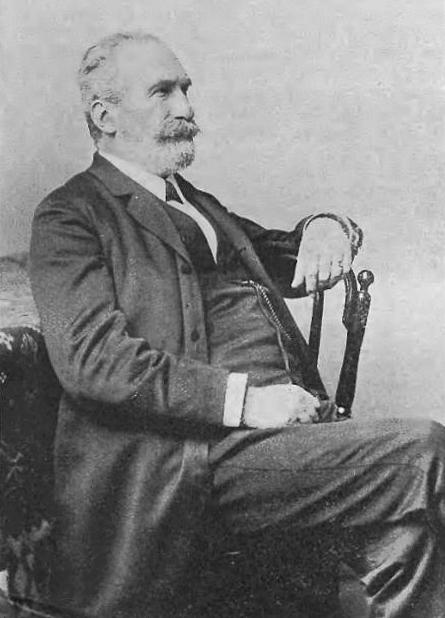
Fryderyk Zoll (przed 1906)

### Wykształcenie i kariera uniwersytecka
Był synem Józefa (nauczyciela budownictwa w Szkole Inżynierskiej w Krakowie, burmistrza Podgórza) i Katarzyny z Wątorskich. Uczęszczał do szkoły powszechnej w Wieliczce, następnie do gimnazjum w Bochni i Gimnazjum Św. Anny w Krakowie. W latach 1852–1856 studiował prawo na Uniwersytecie Jagiellońskim, m.in. pod kierunkiem Józafata Zielonackiego. W 1858 obronił doktorat z prawa i został asystentem w Katedrze Prawa Rzymskiego Uniwersytetu Jagiellońskiego. Po habilitacji (1862) objął kierownictwo tej katedry, początkowo jako docent, od 1863 profesor nadzwyczajny, a od 1865 profesor zwyczajny. Pięciokrotnie pełnił funkcję dziekana Wydziału Prawa (1871/1872, 1878/1879, 1886/1887, 1896/1897, 1902/1903), był również rektorem Uniwersytetu (1875–1877 i 1893/1894) oraz prorektorem (1877/1878 i 1894/1895). Prowadził wykłady do 1906, gdy został przeniesiony w stan spoczynku.

### Akademia Umiejętności
W 1873 został członkiem czynnym Akademii Umiejętności w Krakowie. W 1878 został przewodniczącego Komisji Prawniczej Akademii, w 1886 objął funkcję dyrektora Wydziału II, a w 1890 wiceprezesa. Wszystkie funkcje pełnił do końca życia. Należał ponadto do Towarzystwa Naukowego Krakowskiego (od 1864) oraz Akademii Umiejętności w Pradze. Był także członkiem Towarzystwa Historycznego we Lwowie.

### Działalność publiczna
Po ukończeniu studiów pracował w Prokuratorii Skarbu w Krakowie. Później zasiadał w Radzie Miejskiej Krakowa. W latach 1883–1902 pełnił mandat poselski w Sejmie Krajowym Galicji, a w 1891 został członkiem Izby Panów. W Sejmie Krajowym zajmował się głównie problematyką szkolną i chłopską.
Otrzymał tytuł c. k. radcy dworu, a w 1906 cesarz Franciszek Józef nadał mu dziedziczne szlachectwo II stopnia, z tytułem „Ritter”.

## Dorobek naukowy
W pracy naukowej zajmował się prawem rzymskim, historią ustroju starożytnego Rzymu, metodologią nauki prawa rzymskiego. Unowocześnił polską naukę prawa rzymskiego przez wprowadzenie metod badawczych niemieckich, włoskich i francuskich, uzupełnionych o własne teorie. Wykazał m.in. równorzędne istnienie w Rzymie prawa zwyczajowego i pisanego, wskazując, że ustawowe wykluczenie mocy prawa zwyczajowego nastąpiło dopiero w prawie justyniańskim. Badał pojęcie obligatio w prawie rzymskim. Zajmował się pozycją cenzorów w Rzymie oraz ustrojem Senatu rzymskiego. W obszernej publikacji Pandekta czyli nauka rzymskiego prawa prywatnego (1888–1910, trzy tomy) przedstawił zagadnienia ogólne, prawo rzeczowe i prawo zobowiązań według prawa rzymskiego.
Współpracował z „Czasopismem Prawniczym i Ekonomicznym”, „Przeglądem Prawa i Administracji”, „Zeitschrift fur das Privat- und Offentliche Recht der Gegenwart”, „Kritische Vierteljahrschrift fur Gesetzgebung und Rechtwissenschaft”. Wśród jego znanych uczniów byli Franciszek Fierich, Adam Alojzy Krzyżanowski, Karol Potkański, Gustaw Romer, Rafał Taubenschlag, Stanisław Wróblewski.
Najważniejsze publikacje:

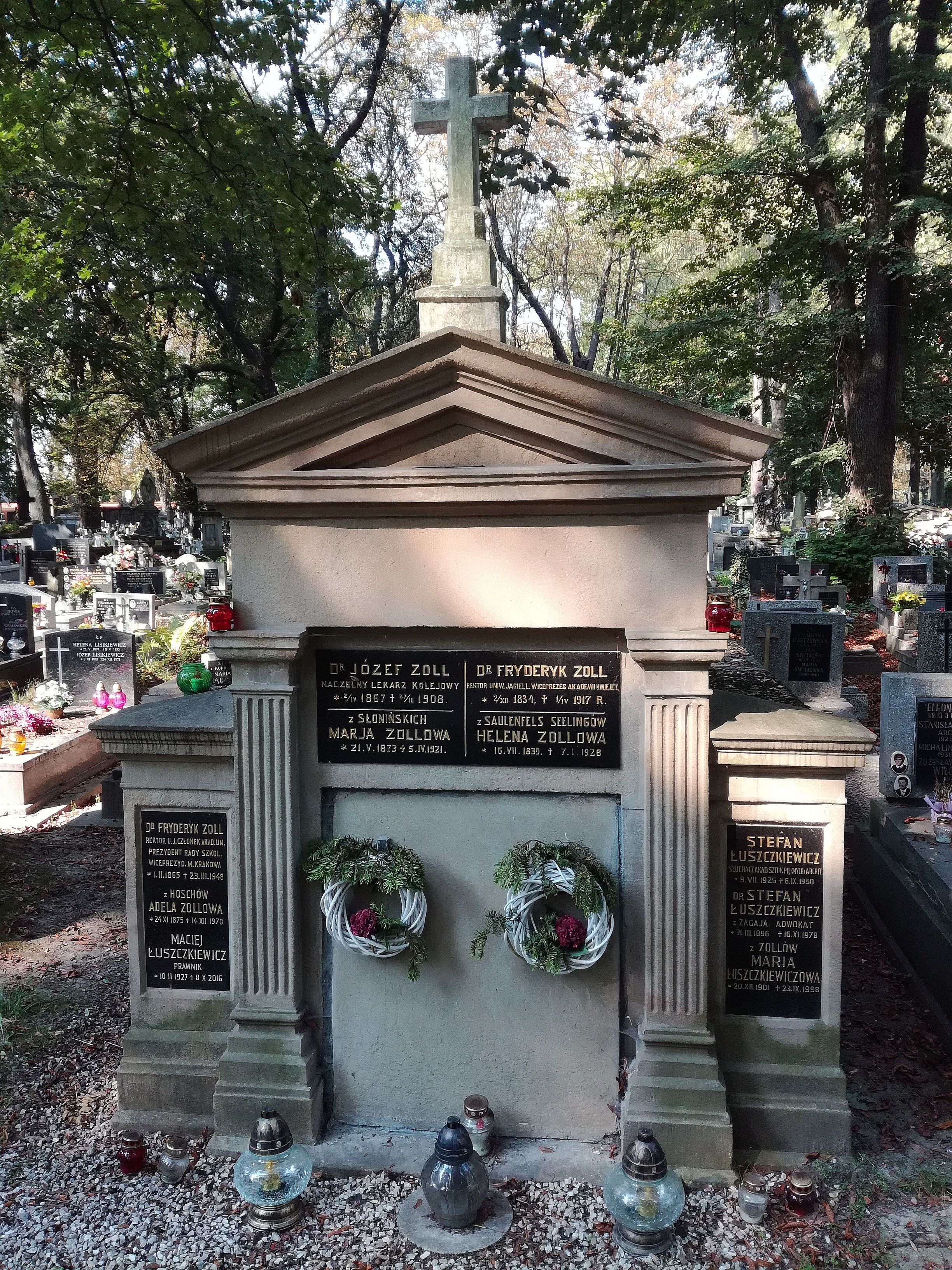
Grobowiec Fryderyka Zolla

- O skardze przeczącej w prawie rzymskiem (1862)[3]
- O cesyi wekslu (1868)
- O krytycznych badaniach tekstu zbiorów Justyniańskich (1872)[4]
- O wykładach prawa rzymskiego i obowiązującego prawa cywilnego w uniwersytetach austryackich (1873)[5]
- O pojęciu zobowiązania, ze szczególnem uwzględnieniem nowej teoryi Brinza (1874)
- Kilka uwag o błędzie właściciela ze względu na swoją własność ze stanowiska prawa rzymskiego (1883)[6]
- Cezaryzm w Rzymie (1884)[7]
- O składzie senatu rzymskiego na zasadzie ustawy Ovinia (1885)[8]
- O podstawie rzymskiego prawa spadkowego beztestamentowego w porównaniu z dzisiejszemi prawodawstwami (1889)[9]
- O nauce prawa rzymskiego w naszych uniwersytetach (1893)
- O naukowem stanowisku prawa rzymskiego po zaprowadzeniu powszechnego kodeksu cywilnego w Niemczech (1899)[10]
- Historya prawodawstwa rzymskiego (1902–1906, dwie części)[11][12]

## Ordery i odznaczenia
- Krzyż Komandorski Orderu Odrodzenia Polski (11 listopada 1936)[13]

## Rodzina
Z małżeństwa z Heleną Seeling-Saulenfels miał synów Fryderyka (1865–1948), również profesora prawa UJ, Antoniego (1870–1941), prawnika, urzędnika oraz Józefa (1867–1908), lekarza dyrekcji kolei państwowych w Krakowie. Tym samym stał się protoplastą znanego krakowskiego rodu prawników, do którego należy także m.in. Andrzej Zoll (były prezes Trybunału Konstytucyjnego i były Rzecznik Praw Obywatelskich) i jego syn Fryderyk (profesor Uniwersytetu Jagiellońskiego).
Pochowany został w grobowcu rodzinnym na cmentarzu Rakowickim w Krakowie (kwatera N-wsch-Zollów).